# Súper Rugby 2016
El Super Rugby 2016 es la temporada número 24 de Super Rugby y la primera temporada con un formato ampliado a 18 equipos. También es la primera temporada con un equipo de Argentina y otro de Japón, que se sumarán a los de Australia, Nueva Zelanda y Sudáfrica. Otra novedad será la puesta en juego de un nuevo trofeo creado para la ocasión y en el que se inscribirán los campeones de cada año.
Por motivos de patrocinio, esta competición se conoce como «Asteron Life Super Rugby» en Australia, «Investec Super Rugby» en Nueva Zelanda,  «Vodacom Súper Rugby» en Sudáfrica y «Personal Super Rugby» en Argentina.

## Equipos participantes
1. ↑  Además utilizará el Estadio Nacional de Singapur.

## Forma de disputa
Fase regular
Los 18 equipos se agrupan geográficamente en dos grupos regionales (Sudafricano y de Australasia), cada uno de ellos subdivididos en dos conferencias:
- El Grupo Sudafricano se subdivide en la Conferencia África 01 de tres equipos sudafricanos y uno japonés, y la Conferencia África 02 de tres equipos sudafricanos y uno argentino.
- El Grupo de Australasia se subdivide en una Conferencia Australiana de cinco equipos de ese país, y otra Conferencia Neozelandesa de cinco equipos de ese país.

En la fase de grupos, habrá 17 fechas de partidos, en los que cada equipo jugará 15 partidos, de los cuales seis partidos son intraconferencia y nueve partidos son extraconferencia. Además cada equipo tiene dos fechas libres.
Todos los equipos jugarán seis partidos contra equipos de su propia conferencia. En el caso del Grupo Sudafricano, esos partidos serán a doble vuelta (local y visitante), pero en el caso del Grupo de Australasia, cada equipo enfrentará a doble vuelta (local y visitante) a solo dos de los equipos de la misma conferencia, mientras que a los otros dos los enfrentará una sola vez (uno de local y otro de visitante).
Los nueve partidos extraconferencia son todos a una sola vuelta. Cada equipo jugará contra todos los equipos de la otra conferencia del mismo grupo, y contra todos los equipos de una sola conferencia del otro grupo. En el torneo de 2016, los partidos extragrupo serán África 01 versus Conferencia Australiana, y África 02 versus Conferencia Neozelandesa.
| Conferencia   | Rivales           | Rivales           | Rivales           |       |
| Conferencia   | Intraconferencia  | Intragrupo        | Extragrupo        | Total |
| ------------- | ----------------- | ----------------- | ----------------- | ----- |
| Australia     | Australia (6)     | Nueva Zelanda (5) | África 1 (4)      | 15    |
| Nueva Zelanda | Nueva Zelanda (6) | Australia (5)     | África 2 (4)      | 15    |
| África 1      | África 1 (6)      | África 2 (4)      | Australia (5)     | 15    |
| África 2      | África 2 (6)      | África 1 (4)      | Nueva Zelanda (5) | 15    |
| Total         | 24                | 18                | 18                | (135) |

Por ejemplo, Los Jaguares jugarán bajo la regla "6-5-4", un total de 15 partidos ya que tendrán dos jornada libres. Serán seis, tres de ida y tres vuelta contra los de su grupo —Sharks, Kings y Lions— cinco frente a los de Nueva Zelanda —Blues, Crusaders, Chiefs, Highlanders y Hurricanes— y otros cuatro frente a los del otro grupo africano: Bulls, Cheetahs, Stormers y Sunwolves, la franquicia japonesa.
- Grupo Sudafricano. (ejm.)

| Equipo (África 2) | Rivales          | Rivales          | Rivales    | Rivales       | Total |
| Equipo (África 2) | Intraconferencia | Intraconferencia | Intragrupo | Extragrupo    | Total |
| Equipo (África 2) | África 2         | África 2         | África 1   | Nueva Zelanda | Total |
| ----------------- | ---------------- | ---------------- | ---------- | ------------- | ----- |
| Jaguares          | South. Kings     | South. Kings     | Bulls      | Blues         | 4     |
| Jaguares          | Lions            | Lions            | Cheetahs   | Crusaders     | 4     |
| Jaguares          | Sharks           | Sharks           | Stormers   | Highlanders   | 4     |
| Jaguares          | -                | -                | Sunwolves  | Chiefs        | 2     |
| Jaguares          | -                | -                | -          | Hurricanes    | 1     |
| Total             | 6                | 6                | 4          | 5             | 15    |

- Grupo Australasia (ejm.)

| Equipo (Australia) | Rivales          | Rivales          | Rivales       | Rivales    | Total |
| Equipo (Australia) | Intraconferencia | Intraconferencia | Intragrupo    | Extragrupo | Total |
| Equipo (Australia) | Australia        | Australia        | Nueva Zelanda | África 1   | Total |
| ------------------ | ---------------- | ---------------- | ------------- | ---------- | ----- |
| Brumbies           | Rebels           | -                | Blues         | Bulls      | 3     |
| Brumbies           | Waratahs         | Waratahs         | Crusaders     | Cheetahs   | 4     |
| Brumbies           | Reds             | -                | Highlanders   | Stormers   | 3     |
| Brumbies           | W. Force         | W. Force         | Chiefs        | Sunwolves  | 4     |
| Brumbies           | -                | -                | Hurricanes    | -          | 1     |
| Total              | 6                | 6                | 5             | 4          | 15    |

El equipo ganador de cada una de las conferencias clasifica automáticamente para los cuartos de final. Los otros cuatro, serán los restantes tres mejores equipos del Grupo de Australasia y el restante mejor equipo del Grupo Sudafricano.
Puntuación
Para ordenar a los equipos en la tabla de posiciones se los puntuará según los resultados obtenidos.
- 4 puntos por victoria.
- 2 puntos por empate.
- 0 puntos por derrota.
- 1 punto bonus por ganar haciendo 3 o más tries que el rival.[7]
- 1 punto bonus por perder por siete o menos puntos de diferencia.

Eliminatorias, Súper Rugby Final Series
Los ganadores de cada grupo se ordenan del 1.° al 4.° para los cuartos de final, según los puntos obtenidos en la fase previa. Los restantes equipos se ordenan del 5.° al 8.° puesto.
En los cuartos de final, los cuatro ganadores de grupo son anfitriones de los partidos, es decir, juegan de local la primera ronda de la fase final. Se enfrentarán con los equipos ubicados del 5.° al 8.° puesto, de tal manera en que el mejor clasificado se enfrente al peor clasificado, y así.
Los ganadores de cuartos de final avanzarán a las semifinales, donde el mayor cabeza de serie es local y enfrenta al de menor posición. El ganador de las semifinales pasa a la final, en la sede del equipo de mayor cabeza de serie.
El equipo ganador de la final se proclama campeón.

## Reglas especiales
El Super Rugby aplica reglas especiales que lo diferencian de las reglas generales del rugby establecidas por la Federación Mundial. Las dos principales son:
- El punto bonus ofensivo se obtiene cuando el equipo vencedor anota tres o más tries que su oponente. Esta regla se diferencia de la sancionada por la IRB (International Rugby Board), que asigna un punto bonus al equipo que anota cuatro tries o más, sin relación alguna con la cantidad anotada por el oponente.[8]
- En caso de penal una vez que ha sonado la sirena de final del tiempo de juego, el equipo favorecido con la sanción tiene la opción de patear al touch y obtener un line out. Esta opción no está permitida en las reglas de la IRB.[8]

## Fase regular

### Grupo Australasia
Última actualización: sábado 16 de julio de 2016
| Pos. | Equipo      | Encuentros | Encuentros | Encuentros | Encuentros | Tantos | Tantos | Tantos | Tantos | Tantos | PB | PB | Puntos |
| Pos. | Equipo      | PJ         | PG         | PE         | PP         | F      | C      | Dif    | Tf     | Tc     | BO | BD | Puntos |
| ---- | ----------- | ---------- | ---------- | ---------- | ---------- | ------ | ------ | ------ | ------ | ------ | -- | -- | ------ |
| 1.º  | Hurricanes  | 15         | 11         | 0          | 4          | 458    | 314    | +144   | 61     | 37     | 7  | 2  | 53     |
| 2.º  | Brumbies    | 15         | 10         | 0          | 5          | 425    | 326    | +99    | 56     | 40     | 3  | 0  | 43     |
| 3.°  | Highlanders | 15         | 11         | 0          | 4          | 422    | 273    | +149   | 50     | 28     | 4  | 4  | 52     |
| 4.º  | Chiefs      | 15         | 11         | 0          | 4          | 491    | 341    | +150   | 68     | 39     | 6  | 1  | 51     |
| 5.°  | Crusaders   | 15         | 11         | 0          | 4          | 487    | 317    | +170   | 65     | 40     | 5  | 1  | 50     |
| 6.º  | Waratahs    | 15         | 8          | 0          | 7          | 413    | 317    | +96    | 55     | 37     | 4  | 4  | 40     |
| 7.º  | Blues       | 15         | 8          | 1          | 6          | 374    | 380    | -6     | 45     | 47     | 2  | 3  | 39     |
| 8.°  | Rebels      | 15         | 7          | 0          | 8          | 365    | 486    | -121   | 46     | 65     | 2  | 1  | 31     |
| 9.°  | Reds        | 15         | 3          | 1          | 11         | 290    | 458    | -168   | 33     | 57     | 0  | 3  | 17     |
| 10.º | Force       | 15         | 2          | 0          | 13         | 260    | 441    | -181   | 25     | 60     | 0  | 5  | 13     |

| Pos. | Equipo   | Encuentros | Encuentros | Encuentros | Encuentros | Dif  | PB | Pts |
| Pos. | Equipo   | PJ         | PG         | PE         | PP         | Dif  | PB | Pts |
| ---- | -------- | ---------- | ---------- | ---------- | ---------- | ---- | -- | --- |
| 1.°  | Brumbies | 15         | 10         | 0          | 5          | +99  | 3  | 43  |
| 2.°  | Waratahs | 15         | 8          | 0          | 7          | +96  | 8  | 40  |
| 3.°  | Rebels   | 15         | 7          | 0          | 8          | -121 | 3  | 31  |
| 4.°  | Reds     | 15         | 3          | 1          | 11         | -168 | 3  | 17  |
| 5.°  | Force    | 15         | 2          | 0          | 13         | -181 | 5  | 13  |

| Pos. | Equipo      | Encuentros | Encuentros | Encuentros | Encuentros | Dif  | PB | Pts |
| Pos. | Equipo      | PJ         | PG         | PE         | PP         | Dif  | PB | Pts |
| ---- | ----------- | ---------- | ---------- | ---------- | ---------- | ---- | -- | --- |
| 1.º  | Hurricanes  | 15         | 11         | 0          | 4          | +144 | 9  | 53  |
| 2.°  | Highlanders | 15         | 11         | 0          | 4          | +149 | 8  | 52  |
| 3.°  | Chiefs      | 15         | 11         | 0          | 4          | +150 | 7  | 51  |
| 4.º  | Crusaders   | 15         | 11         | 0          | 4          | +170 | 6  | 50  |
| 5.º  | Blues       | 15         | 8          | 1          | 6          | -6   | 5  | 39  |

|  | Ganadores de conferencia y clasificados a la siguiente fase. |
|  | Clasificados a la siguiente fase.                            |

### Grupo Sudafricano
Última actualización: sábado 16 de julio de 2016
| Pos. | Equipo         | Encuentros | Encuentros | Encuentros | Encuentros | Tantos | Tantos | Tantos | Tantos | Tantos | PB | PB | Puntos |
| Pos. | Equipo         | PJ         | PG         | PE         | PP         | F      | C      | Dif    | Tf     | Tc     | BO | BD | Puntos |
| ---- | -------------- | ---------- | ---------- | ---------- | ---------- | ------ | ------ | ------ | ------ | ------ | -- | -- | ------ |
| 1.°  | Lions          | 15         | 11         | 0          | 4          | 535    | 349    | +186   | 71     | 42     | 7  | 1  | 52     |
| 2.°  | Stormers       | 15         | 10         | 1          | 4          | 440    | 274    | +166   | 49     | 28     | 5  | 4  | 51     |
| 3.°  | Sharks         | 15         | 9          | 1          | 5          | 360    | 269    | +91    | 40     | 30     | 2  | 3  | 43     |
| 4.º  | Bulls          | 15         | 9          | 1          | 5          | 399    | 339    | +60    | 47     | 37     | 4  | 0  | 42     |
| 5.º  | Jaguares       | 15         | 4          | 0          | 11         | 376    | 427    | –51    | 44     | 51     | 1  | 5  | 22     |
| 6.º  | Cheetahs       | 15         | 4          | 0          | 11         | 377    | 425    | -48    | 47     | 48     | 1  | 4  | 21     |
| 7.°  | Southern Kings | 15         | 2          | 0          | 13         | 282    | 684    | -402   | 34     | 95     | 1  | 0  | 9      |
| 8.º  | Sunwolves      | 15         | 1          | 1          | 13         | 293    | 627    | -334   | 33     | 88     | 0  | 3  | 9      |

| Grupo África 1 | Grupo África 1 | Grupo África 1 | Grupo África 1 | Grupo África 1 | Grupo África 1 | Grupo África 1 | Grupo África 1 | Grupo África 1 |
| Pos.           | Equipo         | Encuentros     | Encuentros     | Encuentros     | Encuentros     | Dif            | BP             | Pts            |
| Pos.           | Equipo         | PJ             | PG             | PE             | PP             | Dif            | BP             | Pts            |
| -------------- | -------------- | -------------- | -------------- | -------------- | -------------- | -------------- | -------------- | -------------- |
| 1.°            | Stormers       | 15             | 10             | 1              | 4              | +166           | 9              | 51             |
| 2.º            | Bulls          | 15             | 9              | 1              | 5              | +60            | 4              | 42             |
| 3.º            | Cheetahs       | 15             | 4              | 0              | 11             | -48            | 5              | 21             |
| 4.°            | Sunwolves      | 15             | 1              | 1              | 13             | -334           | 3              | 9              |

| Grupo África 2 | Grupo África 2 | Grupo África 2 | Grupo África 2 | Grupo África 2 | Grupo África 2 | Grupo África 2 | Grupo África 2 | Grupo África 2 |
| Pos.           | Equipo         | Encuentros     | Encuentros     | Encuentros     | Encuentros     | Dif            | BP             | Pts            |
| Pos.           | Equipo         | PJ             | PG             | PE             | PP             | Dif            | BP             | Pts            |
| -------------- | -------------- | -------------- | -------------- | -------------- | -------------- | -------------- | -------------- | -------------- |
| 1.°            | Lions          | 15             | 11             | 0              | 4              | +186           | 8              | 52             |
| 2.°            | Sharks         | 15             | 9              | 1              | 5              | +91            | 5              | 43             |
| 3.°            | Jaguares       | 15             | 4              | 0              | 11             | –51            | 6              | 22             |
| 4.°            | Southern Kings | 15             | 2              | 0              | 13             | -402           | 1              | 9              |

|  | Ganadores de conferencia y clasificados a la siguiente fase. |
|  | Clasificados a la siguiente fase.                            |

### Partidos
Última actualización: sábado 16 de julio de 2016
| La hora está expresada uniformemente según el UTC-0. Para poder establecer el horario en cada lugar se debe recurrir al huso horario en que esté ubicado, sumándole o restándole según corresponda. |

| Blues     |    | 33 - 31 | BD | Highlanders | Eden Park, Auckland              | 26 de febrero | 6:35  |
| Brumbies  | BO | 52 - 10 |    | Hurricanes  | GIO Stadium, Canberra            | 26 de febrero | 8:40  |
| Cheetahs  | BD | 33 - 34 |    | Jaguares    | Free State Stadium, Bloemfontein | 26 de febrero | 17:00 |
| Sunwolves |    | 13 - 26 | BO | Lions       | Prince Chichibu Memorial, Tokio  | 27 de febrero | 4:15  |
| Crusaders | BD | 21 - 27 |    | Chiefs      | AMI Stadium, Christchurch        | 27 de febrero | 6:35  |
| Waratahs  | BO | 30 - 10 |    | Reds        | Allianz Stadium, Sídney          | 27 de febrero | 8:40  |
| Force     | BD | 19 - 25 |    | Rebels      | nib Stadium, Perth               | 27 de febrero | 10:50 |
| Kings     |    | 8 - 43  | BO | Sharks      | Nelson Mandela Bay, P. Elizabeth | 27 de febrero | 13:00 |
| Stormers  | BO | 33 - 9  |    | Bulls       | DHL Newlands, Ciudad del Cabo    | 27 de febrero | 15:05 |

| Crusaders                    |    | 28 - 13 |    | Blues      | AMI Stadium, Christchurch        | 4 de marzo | 6:35  |
| Brumbies                     |    | 32 - 15 |    | Waratahs   | GIO Stadium, Canberra            | 4 de marzo | 8:40  |
| Chiefs                       | BD | 32 - 36 |    | Lions      | Waikato Stadium, Hamilton        | 5 de marzo | 4:15  |
| Highlanders                  |    | 17 - 16 | BD | Hurricanes | Forsyth Barr Stadium, Dunedin    | 5 de marzo | 6:35  |
| Reds                         |    | 6 - 22  |    | Force      | Domcorp Stadium, Brisbane        | 5 de marzo | 8:40  |
| Bulls                        |    | 45 - 25 |    | Rebels     | Loftus Versfeld, Pretoria        | 5 de marzo | 13:00 |
| Cheetahs                     |    | 10 - 20 |    | Stormers   | Free State Stadium, Bloemfontein | 5 de marzo | 15:05 |
| Sharks                       |    | 19 - 15 | BD | Jaguares   | Kings Park, Durban               | 5 de marzo | 17:10 |
| Descansan: Sunwolves y Kings |    |         |    |            |                                  |            |       |

| Blues                                            | BD | 19 - 23 | BO | Hurricanes | Eden Park, Auckland                  | 11 de marzo | 6:35  |
| Force                                            |    | 14 - 31 | BO | Brumbies   | nib Stadium, Perth                   | 11 de marzo | 11:05 |
| Highlanders                                      | BO | 34 - 15 |    | Lions      | Forsyth Barr Stadium, Dunedin        | 12 de marzo | 6:35  |
| Rebels                                           |    | 25 - 23 | BD | Reds       | AAMI Park, Melbourne                 | 12 de marzo | 8:40  |
| Sunwolves                                        | BD | 31 - 32 | BO | Cheetahs   | Estadio Nacional, Singapur           | 12 de marzo | 10:50 |
| Kings                                            |    | 24 - 58 | BO | Chiefs     | Nelson Mandela Bay, Puerto Elizabeth | 12 de marzo | 13:00 |
| Stormers                                         | BD | 13 - 18 |    | Sharks     | DHL Newlands, Ciudad del Cabo        | 12 de marzo | 15:05 |
| Descansan: Bulls, Crusaders, Jaguares y Waratahs |    |         |    |            |                                      |             |       |

| Hurricanes | BO | 41 - 6  |    | Force       | Westpac Stadium, Wellington      | 18 de marzo | 6:35  |
| Waratahs   | BD | 26 - 30 |    | Highlanders | Allianz Stadium, Sídney          | 18 de marzo | 8:40  |
| Bulls      |    | 16 - 16 |    | Sharks      | Loftus Versfeld, Pretoria        | 18 de marzo | 17:00 |
| Sunwolves  |    | 9 - 35  | BO | Rebels      | Prince Chichibu Memorial, Tokio  | 19 de marzo | 4:15  |
| Crusaders  | BO | 57 - 24 |    | Kings       | AMI Stadium, Christchurch        | 19 de marzo | 6:35  |
| Reds       |    | 25 - 25 |    | Blues       | Domcorp Stadium, Brisbane        | 19 de marzo | 8:40  |
| Lions      |    | 39 - 22 |    | Cheetahs    | Emirates Airlines, Johannesburgo | 19 de marzo | 15:05 |
| Stormers   |    | 31 - 11 |    | Brumbies    | DHL Newlands, Ciudad del Cabo    | 19 de marzo | 17:10 |
| Jaguares   | BD | 26 - 30 |    | Chiefs      | José Amalfitani, Buenos Aires    | 19 de marzo | 21:40 |

| Hurricanes               | BO | 42 - 20 |    | Kings       | Westpac Stadium, Wellington      | 25 de marzo | 6:35  |
| Chiefs                   | BO | 53 - 10 |    | Force       | Waikato Stadium, Hamilton        | 26 de marzo | 6:35  |
| Rebels                   |    | 3 - 27  | BO | Highlanders | AAMI Park, Melbourne             | 26 de marzo | 8:40  |
| Sunwolves                | BD | 27 - 30 |    | Bulls       | Nacional de Singapur, Singapur   | 26 de marzo | 10:50 |
| Cheetahs                 | BD | 18 - 25 |    | Brumbies    | Free State Stadium, Bloemfontein | 26 de marzo | 13:00 |
| Sharks                   | BD | 14 - 19 |    | Crusaders   | Kings Park, Durban               | 26 de marzo | 15:05 |
| Jaguares                 | BD | 8 - 13  |    | Stormers    | José Amalfitani, Buenos Aires    | 26 de marzo | 21:40 |
| Reds                     | BD | 13 - 15 |    | Waratahs    | Domcorp Stadium, Brisbane        | 27 de marzo | 5:05  |
| Descansan: Blues y Lions |    |         |    |             |                                  |             |       |

| Highlanders                                    |    | 32 - 20 |    | Force     | Forsyth Barr Stadium, Dunedin         | 1 de abril | 6:35  |
| Lions                                          | BD | 37 - 43 |    | Crusaders | Emirates Airlines Park, Johannesburgo | 1 de abril | 17:00 |
| Blues                                          |    | 24 - 16 |    | Jaguares  | Eden Park, Auckland                   | 2 de abril | 6:35  |
| Brumbies                                       |    | 23 - 48 | BO | Chiefs    | GIO Stadium, Canberra                 | 2 de abril | 8:40  |
| Kings                                          |    | 33 - 28 | BD | Sunwolves | Nelson Mandela Bay, Puerto Elizabeth  | 2 de abril | 15:05 |
| Bulls                                          |    | 23 - 18 | BD | Cheetahs  | Loftus Versfeld, Pretoria             | 2 de abril | 17:10 |
| Waratahs                                       | BD | 17 - 21 |    | Rebels    | Allianz Stadium, Sídney               | 3 de abril | 6:05  |
| Descansan: Hurricanes, Reds, Sharks y Stormers |    |         |    |           |                                       |            |       |

| Chiefs                                            | BO | 29 - 23 | BD | Blues       | Waikato Stadium, Hamilton            | 8 de abril | 7:35  |
| Force                                             | BD | 19 - 20 |    | Crusaders   | nib Stadium, Perth                   | 8 de abril | 11:00 |
| Stormers                                          | BO | 46 - 19 |    | Sunwolves   | DHL Newlandos, Ciudad del Cabo       | 8 de abril | 17:00 |
| Hurricanes                                        | BO | 40 - 22 |    | Jaguares    | Westpac Stadium, Wellington          | 9 de abril | 8:35  |
| Reds                                              |    | 28 - 27 | BD | Highlanders | Domcorp Stadium, Brisbane            | 9 de abril | 9:40  |
| Sharks                                            |    | 9 - 24  |    | Lions       | Kings Park, Durban                   | 9 de abril | 15:05 |
| Kings                                             |    | 6 - 38  | BO | Bulls       | Nelson Mandela Bay, Puerto Elizabeth | 9 de abril | 17:10 |
| Descansan: Brumbies, Cheetahs, Rebels y Waratahs. |    |         |    |             |                                      |            |       |

| Crusaders                                      | BO | 32 - 15 |    | Jaguares   | AMI Stadium, Christchurch             | 15 de abril | 8:35  |
| Rebels                                         |    | 13 - 38 | BO | Hurricanes | AAMI Park, Melbourne                  | 15 de abril | 9:40  |
| Cheetahs                                       | BO | 92 - 17 |    | Sunwolves  | Free State Stadium, Bloemfontein      | 15 de abril | 17:00 |
| Blues                                          |    | 23 - 18 | BD | Sharks     | Eden Park, Auckland                   | 16 de abril | 7:35  |
| Waratahs                                       | BD | 20 - 26 |    | Brumbies   | Allianz Stadium, Sídney               | 16 de abril | 9:40  |
| Bulls                                          |    | 41 - 22 |    | Reds       | Loftus Versfeld, Pretoria             | 16 de abril | 15:05 |
| Lions                                          |    | 29 - 22 |    | Stormers   | Emirates Airlines Park, Johannesburgo | 16 de abril | 17:10 |
| Descansan: Chiefs, Force, Highlanders y Kings. |    |         |    |            |                                       |             |       |

| Highlanders               | BD | 14 - 15 |    | Sharks    | Forsyth Barr Stadium, Dunedin        | 22 de abril | 7:35  |
| Rebels                    | BO | 36 - 14 |    | Cheetahs  | AAMI Park, Melbourne                 | 22 de abril | 9:40  |
| Sunwolves                 |    | 36 - 28 |    | Jaguares  | Prince Chichibu Memorial, Tokio      | 23 de abril | 5:15  |
| Hurricanes                | BD | 27 - 28 |    | Chiefs    | Westpac Stadium, Wellington          | 23 de abril | 7:35  |
| Force                     |    | 13 - 49 | BO | Waratahs  | nib Stadium, Perth                   | 23 de abril | 9:40  |
| Stormers                  |    | 40 - 22 |    | Reds      | DHL Newlands, Ciudad del Cabo        | 23 de abril | 13:00 |
| Kings                     |    | 10 - 45 | BO | Lions     | Nelson Mandela Bay, Puerto Elizabeth | 23 de abril | 15:05 |
| Brumbies                  |    | 14 - 40 | BO | Crusaders | GIO Stadium, Canberra                | 24 de abril | 6:05  |
| Descansan: Blues y Bulls. |    |         |    |           |                                      |             |       |

| Chiefs                            |    | 24 - 22 | BD | Sharks     | Waikato Stadium, Hamilton             | 29 de abril | 7:35  |
| Force                             |    | 20 - 42 | BO | Bulls      | nib Stadium, Perth                    | 29 de abril | 11:05 |
| Highlanders                       |    | 23 - 10 |    | Brumbies   | Forsyth Barr Stadium, Dunedin         | 30 de abril | 5:15  |
| Blues                             |    | 36 - 30 | BD | Rebels     | Eden Park, Auckland                   | 30 de abril | 7:35  |
| Reds                              |    | 30 - 17 |    | Cheetahs   | Domcorp Stadium, Brisbane             | 30 de abril | 9:40  |
| Lions                             |    | 17 - 50 | BO | Hurricanes | Emirates Airlines Park, Johannesburgo | 30 de abril | 15:05 |
| Stormers                          | BD | 30 - 32 |    | Waratahs   | DHL Newlands, Ciudad del Cabo         | 30 de abril | 17:10 |
| Jaguares                          | BO | 73 - 27 |    | Kings      | José Amalfitani, Buenos Aires         | 30 de abril | 22:40 |
| Descansan: Crusaders y Sunwolves. |    |         |    |            |                                       |             |       |

| Crusaders                                     | BO | 38- 5   |    | Reds        | AMI Stadium, Christchurch            | 6 de mayo | 7:35  |
| Brumbies                                      |    | 23 - 6  |    | Bulls       | GIO Stadium, Canberra                | 6 de mayo | 9:40  |
| Sunwolves                                     |    | 22 - 40 |    | Force       | Prince Chichibu Memorial, Tokio      | 7 de mayo | 5:15  |
| Chiefs                                        |    | 13 - 26 |    | Highlanders | Waikato Stadium, Hamilton            | 7 de mayo | 7:35  |
| Waratahs                                      |    | 21 - 6  |    | Cheetahs    | Allianz Stadium, Sídney              | 7 de mayo | 9:40  |
| Sharks                                        |    | 32 - 15 |    | Hurricanes  | Kings Park, Durban                   | 7 de mayo | 13:00 |
| Kings                                         |    | 18 - 34 | BO | Blues       | Nelson Mandela Bay, Puerto Elizabeth | 7 de mayo | 15:05 |
| Descansan: Jaguares, Lions, Rebels y Stormers |    |         |    |             |                                      |           |       |

| Highlanders                |    | 34 - 26 | BD | Crusaders |                                       | 13 de mayo | 7:35  |
| Rebels                     |    | 22 - 30 |    | Brumbies  | AAMI Park, Melbourne                  | 13 de mayo | 9:40  |
| Hurricanes                 | BO | 29 - 14 |    | Reds      | por confirmar                         | 14 de mayo | 7:35  |
| Waratahs                   | BO | 31 - 8  |    | Bulls     | Allianz Stadium, Sídney               | 14 de mayo | 9:40  |
| Sunwolves                  |    | 17 - 17 |    | Stormers  | Nacional de Singapur, Singapur        | 14 de mayo | 11:45 |
| Cheetahs                   | BO | 34 - 20 |    | Kings     | Free State, Bloemgontein              | 14 de mayo | 15:05 |
| Lions                      | BO | 43 - 5  |    | Blues     | Emirates Airlines Park, Johannesburgo | 14 de mayo | 17:10 |
| Jaguares                   | BD | 22 -25  |    | Sharks    | José Amalfitani, Buenos Aires         | 14 de mayo | 22:40 |
| Descansan: Chiefs y Force. |    |         |    |           |                                       |            |       |

| Crusaders                                                |    | 29 - 10 |    | Waratahs  | por confirmar                    | 20 de mayo | 7:35  |
| Reds                                                     |    | 35 - 25 |    | Sunwolves | Domcorp Stadium, Brisbane        | 21 de mayo | 5:05  |
| Chiefs                                                   | BO | 36 - 15 |    | Rebels    | por confirmar                    | 21 de mayo | 7:35  |
| Force                                                    | BD | 13 - 17 |    | Blues     | nib Stadium, Perth               | 21 de mayo | 9:40  |
| Lions                                                    | BO | 52 - 24 |    | Jaguares  | Emirates Airlines, Johannesburgo | 21 de mayo | 13:00 |
| Sharks                                                   | BO | 53 - 0  |    | Kings     | Kings Park, Durban               | 21 de mayo | 15:05 |
| Bulls                                                    |    | 17 - 13 | BD | Stormers  | Loftus Versfeld, Pretoria        | 21 de mayo | 17:10 |
| Descansan: Brumbies, Cheetahs, Highlanders y Hurricanes. |    |         |    |           |                                  |            |       |

| Hurricanes                |    | 27 -20  | BD | Highlanders | por confirmar                        | 27 de mayo | 7:35  |
| Waratahs                  |    | 45 - 25 |    | Chiefs      | Allianz Stadium, Sídney              | 27 de mayo | 9:40  |
| Kings                     | BO | 29 - 22 | BD | Jaguares    | Nelson Mandela Bay, Puerto Elizabeth | 27 de mayo | 17:00 |
| Blues                     | BD | 21 - 26 |    | Crusaders   | por confirmar                        | 28 de mayo | 7:35  |
| Brumbies                  | BO | 66 - 5  |    | Sunwolves   | GIO Stadium, Canberra                | 28 de mayo | 9:40  |
| Stormers                  |    | 31 - 24 | BD | Cheetahs    | DHL Newlands, Ciudad del Cabo        | 28 de mayo | 13:00 |
| Bulls                     |    | 20 - 56 | BO | Lions       | Loftus Versfeld, Pretoria            | 28 de mayo | 15:05 |
| Rebels                    |    | 27 - 22 | BD | Force       | AAMI Park, Melbourne                 | 29 de mayo | 6:05  |
| Descansan: Reds y Sharks. |    |         |    |             |                                      |            |       |

| Chiefs     |    | 23 - 13 |    | Crusaders   | por confirmar                        | 1 de julio | 7:35  |
| Brumbies   | BO | 43 - 24 |    | Reds        | GIO Stadium, Canberra                | 1 de julio | 9:40  |
| Sunwolves  |    | 12 - 57 | BO | Waratahs    | Prince Chichibu Memorial, Tokio      | 2 de julio | 5:15  |
| Hurricanes |    | 37 - 27 |    | Blues       | por confirmar                        | 2 de julio | 7:35  |
| Rebels     |    | 31 - 57 | BO | Stormers    | AAMI Park, Melbourne                 | 2 de julio | 9:40  |
| Cheetahs   |    | 30 - 29 | BD | Force       | Free State, Bloemfontein             | 2 de julio | 13:00 |
| Kings      |    | 18 - 48 | BO | Highlanders | Nelson Mandela Bay, Puerto Elizabeth | 2 de julio | 15:05 |
| Lions      | BO | 37 - 10 |    | Sharks      | Emirates Airlines, Johannesburgo     | 2 de julio | 17:10 |
| Jaguares   |    | 29 - 11 |    | Bulls       | José Amalfitani, Buenos Aires        | 2 de julio | 22:40 |

| Blues     | BO | 40 - 15 |    | Brumbies    | por confirmar                         | 8 de julio | 7:35  |
| Reds      |    | 5 - 50  | BO | Chiefs      | Domcorp Stadium, Brisbane             | 8 de julio | 9:40  |
| Lions     | BO | 57 - 21 |    | Kings       | Emirates Airlines Park, Johannesburgo | 8 de julio | 17:00 |
| Crusaders | BO | 85 - 26 |    | Rebels      | AMI Stadium, Christchurch             | 9 de julio | 7:35  |
| Waratahs  |    | 17 - 28 |    | Hurricanes  | Allianz Stadium, Sídney               | 9 de julio | 9:40  |
| Force     |    | 3 - 22  | BO | Stormers    | nib Stadium, Perth                    | 9 de julio | 11:45 |
| Bulls     | BO | 50 - 3  |    | Sunwolves   | Loftus Versfeld, Pretoria             | 9 de julio | 15:05 |
| Sharks    |    | 26 - 10 |    | Cheetahs    | Kings Park, Durban                    | 9 de julio | 17:10 |
| Jaguares  |    | 8 - 34  | BO | Highlanders | José Amalfitani, Buenos Aires         | 9 de julio | 21:00 |

| Blues       |    | 34 - 28 | BD | Waratahs   | por confirmar                 | 15 de julio | 7:35  |
| Reds        | BD | 28 - 31 |    | Rebels     | Domcorp Stadium, Brisbane     | 15 de julio | 9:40  |
| Sharks      |    | 40 - 29 |    | Sunwolves  | Kings Park, Durban            | 15 de julio | 17:00 |
| Crusaders   |    | 10 - 35 | BO | Hurricanes | AMI Stadium, Christchurch     | 16 de julio | 5:15  |
| Highlanders |    | 25 - 15 |    | Chiefs     | por confirmar                 | 16 de julio | 7:35  |
| Brumbies    |    | 24 - 10 |    | Force      | GIO Stadium, Canberra         | 16 de julio | 9:40  |
| Stormers    | BO | 52 - 24 |    | Kings      | DHL Newlands, Ciudad del Cabo | 16 de julio | 15:05 |
| Cheetahs    |    | 17 - 43 | BO | Bulls      | Free State, Bloemfontein      | 16 de julio | 17:10 |
| Jaguares    |    | 34 - 22 |    | Lions      | José Amalfitani, Buenos Aires | 16 de julio | 22:40 |

## Segunda fase (PlayOff)

### Cuadro
|  | Cuartos de final | Cuartos de final |             |            | Semifinales      | Semifinales      |  |            | Final       | Final       |  |
|  | 22 y 23 de julio | 22 y 23 de julio |             |            | 29 y 30 de julio | 29 y 30 de julio |  |            | 6 de agosto | 6 de agosto |  |
|  |                  |                  |             |            |                  |                  |  |            |             |             |  |
|  |                  |                  |             |            |                  |                  |  |            |             |             |  |
|  | Hurricanes       | 41               |             |            |                  |                  |  |            |             |             |  |
|  | Hurricanes       | 41               |             |            |                  |                  |  |            |             |             |  |
|  | Sharks           | 0                |             |            |                  |                  |  |            |             |             |  |
|  | Sharks           | 0                |             | Hurricanes | 25               |                  |  |            |             |             |  |
|  |                  |                  |             | Hurricanes | 25               |                  |  |            |             |             |  |
|  |                  |                  | Chiefs      | 9          |                  |                  |  |            |             |             |  |
|  | Stormers         | 21               | Chiefs      | 9          |                  |                  |  |            |             |             |  |
|  | Stormers         | 21               |             |            |                  |                  |  |            |             |             |  |
|  | Chiefs           | 60               |             |            |                  |                  |  |            |             |             |  |
|  | Chiefs           | 60               |             |            |                  |                  |  | Hurricanes | 20          |             |  |
|  |                  |                  |             |            |                  |                  |  | Hurricanes | 20          |             |  |
|  |                  |                  | Lions       | 3          |                  |                  |  |            |             |             |  |
|  | Lions            | 42               | Lions       | 3          |                  |                  |  |            |             |             |  |
|  | Lions            | 42               |             |            |                  |                  |  |            |             |             |  |
|  | Crusaders        | 25               |             |            |                  |                  |  |            |             |             |  |
|  | Crusaders        | 25               |             | Lions      | 42               |                  |  |            |             |             |  |
|  |                  |                  |             | Lions      | 42               |                  |  |            |             |             |  |
|  |                  |                  | Highlanders | 30         |                  |                  |  |            |             |             |  |
|  | Brumbies         | 9                | Highlanders | 30         |                  |                  |  |            |             |             |  |
|  | Brumbies         | 9                |             |            |                  |                  |  |            |             |             |  |
|  | Highlanders      | 15               |             |            |                  |                  |  |            |             |             |  |
|  | Highlanders      | 15               |             |            |                  |                  |  |            |             |             |  |
|  |                  |                  |             |            |                  |                  |  |            |             |             |  |

### Cuartos de final
Todos los horarios corresponden al huso horario local.
| 22 de julio, 18:00 (UTC +10:00) | Brumbies                                                                         | 9 - 15  | Highlanders                                                                                                | Estadio Canberra, Canberra, Australia                   |                                                         |
|                                 | · Penales · (3/5) Christian Lealifano 10', 17', 51' · Tarjetas · Matt Tomoua 36' | Reporte | Tries 36' Waisake Naholo 57' Liam Squire Conversiones 38' Lima Sopoaga (1/2) Penales 4' Lima Sopoaga (1/3) | Asistencia: 8559 espectadores Árbitro(s): Angus Gardner | Asistencia: 8559 espectadores Árbitro(s): Angus Gardner |

| 23 de julio, 19:35 (UTC +12:00) | Hurricanes | 41 - 0  | Sharks                    | Estadio Westpac, Wellington, Nueva Zelanda              |                                                         |
|                                 | Tries Loni Uhila 16' James Marshall 20' Jason Woodward 46' Vavea Fifita 49' TJ Perenara 58' Brad Shields 80' Conversiones (3/5) Beauden Barrett 47', 50', 59' (1/1) Jason Woodward 80' Penales (1/1) Beauden Barrett 13' | Reporte | Penales Garth April (0/3) | Asistencia: 17895 espectadores Árbitro(s): Glen Jackson | Asistencia: 17895 espectadores Árbitro(s): Glen Jackson |

| 23 de julio, 16:30 (UTC +2:00) | Lions | 42 - 25 | Crusaders | Estadio Ellis Park, Johannesburgo, Sudáfrica |                           |
|                                | Tries Courtnall Skosan 1' Rohan Jansen van Rensburg 6' Malcolm Marx 39' Ruan Combrinck 68' Ross Cronje 74' Conversiones (4/5) Elton Jantjies 7', 40', 69', 75' Penales (2/3) Elton Jantjies 14', 61' Drops (1/1) Elton Jantjies 53' | Reporte | · Tries · 32' Ryan Crotty · 62' Mitchell Drummond · 79' Ben Volavola · Conversiones · 33', 62' Richie Mo'unga (2/3) · Penales · 19', 46' Richie Mo'unga (2/2) · Tarjetas · 5' Luke Romano | Árbitro(s): Craig Joubert                    | Árbitro(s): Craig Joubert |

| 23 de julio, 19:00 (UTC +2:00) | Stormers | 21 - 60 | Chiefs | Estadio Newlands, Ciudad del Cabo, Sudáfrica |                         |
|                                | Tries Vincent Koch 10', 38' Nizaam Carr 71' Conversiones (2/2) Robert du Preez 11', 38' (1/1) Brandon Thomson 72' | Reporte | Tries 13' Sam McNicol 16' Brad Weber 23' Tom Sanders 33' James Lowe 45' Damian McKenzie 75' Hikawera Elliot 78' Tevita Koloamatangi 80' Tawera Kerr-Barlow Conversiones 15', 17', 25', 35', 76', 79', 80' Damian McKenzie (7/8) Penales 3', 28' Damian McKenzie (2/2) | Árbitro(s): Jaco Peyper                      | Árbitro(s): Jaco Peyper |

### Semifinales
Todos los horarios corresponden al huso horario local.
| 30 de julio, 19:35 (UTC +12:00) | Hurricanes | 25 - 9  | Chiefs                                      | Estadio Westpac, Wellington, Nueva Zelanda               |                                                          |
|                                 | · Tries · Willis Halaholo 6' · Beauden Barrett 34' · Victor Vito 47' · Conversiones · (2/3) Beauden Barrett 35', 48' · Penales · (2/2) Beauden Barrett 32', 55' · Tarjetas · Cory Jane 62' | Reporte | Penales 10', 39', 51' Damian McKenzie (3/4) | Asistencia: 25600 espectadores Árbitro(s): Angus Gardner | Asistencia: 25600 espectadores Árbitro(s): Angus Gardner |

| 30 de julio, 15:00 (UTC +2:00) | Lions | 42 - 30 | Highlanders | Estadio Ellis Park, Johannesburgo, Sudáfrica |                         |
|                                | Tries Elton Jantjies 11' Rohan Janse van Rensburg 24' Courtnall Skosan 45' Jaco Kriel 54' Lourens Erasmus 73' Conversiones (4/5) Elton Jantjies 12', 25', 55', 74' Penales (3/4) Elton Jantjies 20', 44', 51' Drops (0/1) Elton Jantjies | Reporte | Tries 47' Matt Faddes 65' Lima Sopoaga 75' Waisake Naholo 80' Joseph Wheeler Conversiones 75', 80' Lima Sopoaga (2/4) Penales 18', 40' Lima Sopoaga (2/3) | Árbitro(s): Jaco Peyper                      | Árbitro(s): Jaco Peyper |

### Final
El horario corresponde al huso horario local.
| 6 de agosto, 19:35 (UTC +12:00) | Hurricanes | 20 - 3  | Lions                            | Estadio Westpac, Wellington, Nueva Zelanda              |                                                         |
|                                 | Tries Cory Jane 21' Beauden Barrett 68' Conversiones (2/2) Beauden Barrett 22', 69' Penales (2/2) Beauden Barrett 11', 51' Drops (0/2) Beauden Barrett | Reporte | Penales 25' Elton Jantjies (1/3) | Asistencia: 35000 espectadores Árbitro(s): Glen Jackson | Asistencia: 35000 espectadores Árbitro(s): Glen Jackson |

| Bandera de Nueva Zelanda |
| Campeón Hurricanes       |
| Primer título            |